# Ruth Ackermann
Ruth Ackermann (* 1960) ist eine Schweizer Politikerin (Die Mitte). Seit 2015 ist sie Mitglied des Zürcher Kantonsrats.

## Leben und Politik
Ruth Ackermann ist von Beruf Kauffrau und wohnt in Zürich. Sie ist Mitglied der Partei Die Mitte. Am 18. Mai 2015 trat sie für die Kreise 11 und 12 der Stadt Zürich in den Zürcher Kantonsrat ein. Seit dem 8. Mai 2023 ist sie dort Mitglied der Kommission für Energie, Verkehr und Umwelt. Ihre politischen Schwerpunkte liegen bei den Themen Flughafen Zürich, Energie, Verkehr, Umwelt, Steuern/Abgaben.